# Donja Petrička
Donja Petrička – wieś w Chorwacji, w żupanii bielowarsko-bilogorskiej, w gminie Ivanska. W 2011 roku liczyła 156 mieszkańców.